# أوتيس (كولورادو)
أوتيس (بالإنجليزية: Otis, Colorado)‏ هي بلدة تقع في مقاطعة واشنطن، كولورادو بولاية كولورادو في الولايات المتحدة. تبلغ مساحتها 1.1 (كم²)، وترتفع عن سطح البحر 1329 م، بلغ عدد سكانها 534 نسمة في عام 2000 حسب إحصاء مكتب تعداد الولايات المتحدة وتصل الكثافة السكانية فيها 485.5 نسمة/كم2.

## وصلات خارجية
- The US50 - Cities and Towns in Colorado State
- Colorado Cities and Towns, Facts, Map, Flag, Colleges, Government, and More